# 带宽时延乘积
在数据通信中，带宽时延乘积（英語：bandwidth-delay product；或称带宽延时乘积、带宽延时积等）指的是一个数据链路的能力（每秒比特）与來回通訊延遲（单位秒）的乘积。其结果是以比特（或字节）为单位的一个数据总量，等同在任何特定时间该网络线路上的最大数据量——已发送但尚未确认的数据。
一个具有大带宽时延乘积的网络也被称之为长胖网络（long fat network，简写为LFN，经常发音为“elephen”）。根据RFC 1072中的定义，如果一个网络的带宽时延乘积显著大于105比特（12500字节），该网络被认为是长胖网络。
超高速局域网可能被列入此类别，其中的协议调谐对于实现峰值吞吐量是至关重要的，因为它们有极高的带宽，即使它们的延迟不大。
大带宽时延乘积系统的一个重要示例是地球靜止軌道卫星连接，它的端到端递送时间非常高，而链路吞吐量也很高。高端到端递送时间使得采用快速端到端响应的“停止并等待”协议和应用程序很难适应。
高带宽时延乘积是设计如传输控制协议（TCP）的TCP调谐时的重要问题案例。因为只有发送方在被要求停止传输，并等待到接收方回传的确认数据成功接收的消息前发送足够多的数据，协议才能达到最佳吞吐量。如果与带宽时延乘积相比发送的数据量不足，那么链路并没有保持在繁忙状态，从而说明该协议是使链路运行在传输峰值以下。想在这方面取得成功的协议需要精心设计自我监测、自我调谐的算法。TCP窗口缩放选项可以用来解决这个由于窗口大小不足引发的问题，其限制为65535字节而不缩放。

## 例子
- 中速卫星网络：512 kbit/s，900 ms RTT

B×D = 512×103 b/s × 900×10−3 s = 460,800 b.，/ 8 = 57,600 B（或/ 1,000 = 57.6 kB，或/ 1,024 = 56.25 KiB）
- 住宅DSL：2 Mbit/s，50 ms RTT

B×D = 2×106 b/s × 50×10−3 s = 100×103 b，或称100 kb，或称12.5 kB。
- 移动宽带（HSDPA）：6 Mbit/s，100 ms RTT

B×D = 6×106 b/s × 10−1 s = 6×105 b，或称600 kb，或称75 kB。
- 住宅ADSL2+：20 Mbit/s（从DSLAM到住宅调制解调器），50 ms RTT

B×D = 20×106 b/s × 50×10−3 s = 106 b，或称1 Mb，或称125 kB。
- 高速地面网络：1 Gbit/s，1 ms RTT

B×D = 109 b/s × 10−3 s = 106 b，或称1 Mb，或称125 kB。